# Мурадян Сергій Вардкесович
Артем Арсенович Мурадян (нар. 20 липня 1960, Красний Луч, Луганська область, УРСР) — радянський та український футболіст, півзахисник та нападник, згодом — український футбольний тренер.

## Кар'єра гравця
Вихованець краснолуцької ДЮСШ. Перші тренери — Дмитро Фролов та Олександр Акименко. З 1978 року виступав у командах першої та другої ліг чемпіонату Радянського Союзу.
21 березня 1992 року в складі миколаївського «Евіса» в поєдинку проти одеського «Чорноморця» (1:2) дебютував у вищій лізі чемпіонату України. У вищій лізі також грав за «Кремінь». Всього за кременчуцьку команду зіграв понад 100 офіційних матчів.
1993 року завдяки голам Сергія Мурадяна кременчуцький «Нафтохімік» став переможцем чемпіонату України з футзалу у першій лізі.
1998 року у складі команди «Нафтотранс» (Кременчук) у ролі капітана. став переможцем першого Кубка України з футзалу серед ветеранів, а також отримав приз найкращого нападника турніру. Мурадян зрівняв рахунок у вирішальному матчі зі збірною Одеси, чим і допоміг своїй команді стати володарем Кубка.

## Кар'єра тренера
Тренерську кар'єру розпочинав у «Кремені».
Потім працював у ДЮСШ «Атлант» (Кременчук), серед його вихованців — Дмитро Льопа, Максим та Павло Пашаєви, Ігор Гордя та Василь Клімов.
У 2005—2007 і 2010—2012 роках очолював тренерський штаб клубу «Гірник-спорт» з Комсомольська, деякий час працював його спортивним директором. У період з 28 березня по 4 липня 2013 року — асистент головного тренера казахського клубу «Восток». Фіналіст Кубку української ліги 2009/10.